# Карюкин, Богдан Владимирович
Богда́н Влади́мирович Карю́кин (20 августа 1985, Барнаул, СССР) — российский футболист, вратарь клуба «Динамо» Барнаул.

## Карьера
Карьеру игрока начал в 2002 году в Новокузнецке в клубе «Металлург-Кузбасс», где, однако, сразу в состав не попал и некоторое время выступал на правах аренды за «Шахтёр» Прокопьевск и кемеровский «Кузбасс-Динамо». В 2006 году вернулся в «Металлург-Кузбасс», где в течение 3-х сезонов был основным вратарём клуба, сначала во Втором дивизионе в 2006 году, а затем 2 сезона в Первом дивизионе.
В январе 2009 года перешёл в «Кубань», в составе которой дебютировал в Высшем дивизионе 14 марта 2009 года в матче 1-го тура сезона 2009 года в Казани против местного «Рубина» — действующего чемпиона России. В дебютном матче в Премьер-лиге пропустил три мяча. Всего за «Кубань» в том сезоне провёл 11 матчей в чемпионате, в которых пропустил 22 гола, 1 игру в Кубке России, в которой пропустил 1 мяч, и 4 раза сыграл за молодёжный состав, где пропустил тоже 4 раза.
17 февраля 2010 года появилась информация, что Карюкина хочет взять в аренду хабаровская «СКА-Энергия», но в итоге он остался в «Кубани», где, однако, в сезоне 2010 года не провёл ни одного матча в лиге, сыграв лишь один раз в Кубке (пропустил 2 гола). 24 ноября появилась информация, что тренерский штаб «Кубани» решил расстаться с Карюкиным.